# 'Kluémt Indian Reserve 15
'Kluémt Indian Reserve 15 (franska: Réserve indienne 'Kluémt) är ett reservat i Kanada.   Det ligger i Central Coast Regional District och provinsen British Columbia, i den sydvästra delen av landet, 3 800 km väster om huvudstaden Ottawa. 'Kluémt Indian Reserve 15 ligger på ön Campbell Island.
I omgivningarna runt 'Kluémt Indian Reserve 15 växer i huvudsak barrskog. Runt 'Kluémt Indian Reserve 15 är det ganska tätbefolkat, med 111 invånare per kvadratkilometer.